# Pikin Saron
Pikin Saron, ook wel Sarron of Post Saron, is een dorp in het district Para in Suriname.
In het dorp wonen rond 488 inheemse Surinamers van het volk Karaïben. Op 17 oktober 2010 kozen de dorpelingen Url Tapoto tot hun kapitein, als opvolger van John Kaoeroeme.

## Vrouwencentrum
In 2019 werd het vrouwencentrum door het nabij gevestigde mijnbouwbedrijf Grassalco gerenoveerd. Het werd twintig jaar eerder gebouwd ter versterking van de vrouwen in het dorp op sociaal-maatschappelijk en economisch gebied. "Dit gebouw heeft emotionele en materiële waarde voor vrouwen van Pikin Saron. De stenen zijn door de vrouwen zelf gemaakt," aldus basja Deborah Bisai. Na de voltooiing stelde het vrouwenbestuur zich ten doel om textiel te produceren voor ziekenhuizen. Hiervoor werd een training gegeven door het ministerie van Volksgezondheid. Ook doneerde Grassalco een speeltuin.

## Geschiedenis
Het dorp werd gesticht door de heer Kamarawalle.
De voormalige militaire post 'Saron' maakte onderdeel uit van het Oranjepad, een verdedigingslinie die rond 1747 werd aangelegd om plantages te beschermen tegen overvallen door Saramaccaners.
Het dorp ligt aan de Saramaccarivier en de John F. Kennedyweg. De weg werd in 2018 geasfalteerd. Desondanks kwam vier kilometer weg bij Pikin Saron in 2019 door hevige regenval onder water te staan.

### Geweldsuitbarsting na verlenging grondconcessies
In de laatste weken van april 2023 waren er op verschillende plekken in Para protesten, omdat er opnieuw concessies waren uitgegeven op gronden die inheemsen tot hun gebied rekenen. Op 2 mei 2023 kwam het in Pikin Saron tot een geweldsuitbarsting. Het politiebureau werd aangevallen en voertuigen werden in brand gestoken en doorzeefd met kogels. Er vielen twee doden en meerdere gewonden. De regering trok hierna juristen aan om te onderzoeken of de verlengingen ingetrokken konden worden zonder dat het tot rechtszaken komt.